# 鲍里斯·涅姆佐夫

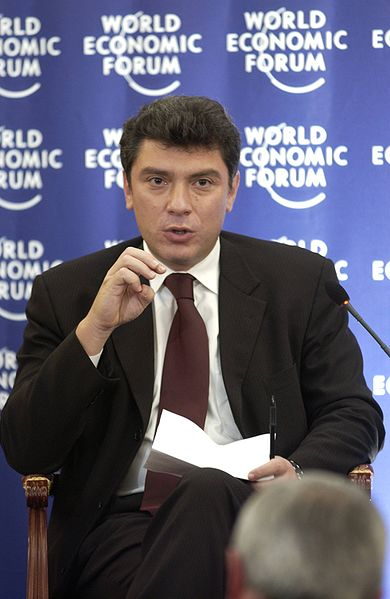
鲍里斯出席2003年的世界經濟論壇

鲍里斯·叶菲莫维奇·涅姆佐夫（俄语：Борис Ефимович Немцов，羅馬化：Boris Yefimovich Nemtsov，發音：[bɐˈrʲis jɪˈfʲiməvʲɪtɕ nʲɪmˈtsof]；1959年10月9日—2015年2月27日），俄罗斯政治人物，右翼力量联盟创始人之一，曾任俄罗斯联邦政府第一副总理、国家杜马副主席（下議院副議長）。2015年2月27日在莫斯科克林姆林宮附近遇刺身亡。2018年2月27日，美國首都華盛頓哥倫比亞特區正式將俄羅斯使館前的廣場改名為「涅姆佐夫廣場」（Boris Nemtsov Plaza）。

## 生平

### 早年
涅姆佐夫生於索契。1981年毕业于高尔基（今下诺夫哥罗德）国立大学无线电物理系，1985年获得该校副博士学位。1981年起开始在高尔基无线电物理科研所任研究员。
1995年12月7日涅姆佐夫当选下诺夫哥罗德州州长。1993年至1997年3月担任俄罗斯联邦委员会（上議院）成员。1999年12月右翼力量联盟在国家杜马选举中胜出，因此担任国家杜马副主席、右翼力量联盟议会党团领袖、以及国家杜马法制委员会成员。
1997年涅姆佐夫进入政府任燃料与能源部长、第一副总理。1998年组建自由运动“俄罗斯青年”，后在此基础上建立“右翼事业”联盟（1998-2000年）和“右翼力量联盟党”。1999到2003年，涅姆佐夫担任“右翼力量联盟党”国家杜马党团主席。2003年后转入商界，并担任乌克兰总统非专职顾问。
2008年，涅姆佐夫发起建立了反对派民主运动“团结”。2010年，该运动加入“为没有专横和腐败的俄罗斯而战”联盟。从2012年起，他担任“俄罗斯共和党-人民自由党”两主席之一。2013年9月他当选雅罗斯拉夫尔州议员。
2012年涅姆佐夫指稱俄國總統普京坐擁20座宮殿與別墅、58架飛機與直升機、4艘豪華遊艇。

### 政治立場
涅姆佐夫本人以相對自由的政治立場聞名於俄國政壇，同時也是反對派的領袖。較為典型的是在吞併克里米亞及頓巴斯戰爭中，涅姆佐夫反對普京對烏克蘭的干預。

### 遇刺
2015年2月27日晚上23时40分（格林尼治标准时间20时40分），涅姆佐夫在莫斯科遭受槍擊身亡。俄罗斯内政部声明，涅姆佐夫與二十歲烏克蘭名模女友安娜·杜蕾斯卡雅（Anna Duritskaya）在紅場的高級餐廳約完會，走在克林姆林宮、聖瓦西里大教堂附近的卡梅尼桥上，正打算回涅姆佐夫的住處，一輛淺色汽車疾駛而過，車內的刺客向涅姆佐夫連開四槍。
死后，俄罗斯总统普京表示哀悼，并建立调查组负责该起案件。乌克兰总统波罗申科声称涅姆佐夫是因为准备公布普京支持乌克兰东部亲俄武装的证据而遭刺杀的。
2015年3月8日，俄罗斯当局指控两名车臣人谋杀涅姆佐夫，分別是车臣一个警察分队的副队长达达耶夫及为莫斯科一家私营保安公司工作的库巴舍夫。達達耶夫承認涉案。此外有三名疑犯被扣查，另有一名疑犯在格羅茲尼被警察圍捕時引爆手榴彈自殺身亡。